# Curious Expedition 2
Curious Expedition 2 — продовження симулятора Curious Expedition, що отримав нагороду «Best Roguelike Game of 2016» від видання «Rock, Paper, Shotgun». Відеогра розроблюється Maschinen-Mensch та буде випущена Thunderful. У другій частині змінено стиль візуалізації, покращено ігровий процес та додано великий обсяг ігрового вмісту. Відеогра була випущена у дочасному доступі 17 червня 2020 року.

## Ігровий процес
У новій частині гравця очікує покращена графіка, яка допоможе зануритися у новий дивний світ, створений розробниками. Протягом гри гравець може приєднатися до Легендарних клубів дослідників, щоби разом з ними досліджувати світ і здобувати славу та честь. Збільшення рангу гравця в цих клубах принесе додаткові переваги перебування у клубі.
Покращення механік подорожей та боїв урізноманітнює стилі гри для кожного гравця, окрім того, нова система генерації створює ще різноманітніші історії та сюжети, ніж були у першій частині: персоналії й відносини між ними переплітаються й дають нескінченні комбінації проходжень гри.
Але якщо й цього гравцям буде замало, то розробники планують ввести багатокористувацький режим, а також кросплатформне збереження поступу гри.